# Franz Schüssler
Pour les articles homonymes, voir Harry Schüssler.
Franz Schüßler (né le 20 janvier 1911, mort le 29 août 1942 in Juschnevo, dans l'oblast de Tver) est un joueur professionnel autrichien de hockey sur glace.

## Carrière
Schüßler joue au SK Pötzleinsdorfer et lorsque l'équipe prend le nom d'EK Engelmann.
À partir de 1930, il entre également dans l'équipe d'Autriche qui participe aux Championnats du monde en 1934 et 1935. Il joue un match aux Jeux olympiques d'hiver de 1936 à Garmisch-Partenkirchen.
Il reçoit trois fois l'insigne international de la Fédération d'Autriche de hockey sur glace (de) (qui est délivrée de 1926 à 1938).
Enrôlé dans la Wehrmacht pendant la Seconde Guerre mondiale, il meurt sur le front de l'est près de Rjev.